# George Grote
George Grote (17 novembre 1794 – Londra, 18 giugno 1871) è stato uno storico dell'antichità inglese.

## Biografia
Nacque a Clay Hill, nel Kent. Suo nonno Andreas, originariamente un mercante di Brema, fu uno dei fondatori (il 1º gennaio 1766) della banca Grote, Prescott & Company, a Londra, in via Threadneedle. Suo padre George sposò nel 1793 Selina, da cui ebbe una figlia e dieci figli, di cui George era il primo.
George studiò alla Seveonoaks Grammar School e, in seguito, alla Charterhouse School, dove ebbe come compagno di studi Connop Thirlwall, George e Horace Waddington, John Temple Leader e Henry Havelock. Nonostante i successi di George a scuola, il padre si rifiutò di mandarlo all'università, e lo mandò a lavorare nella banca di famiglia.
George, nel frattempo, spendeva il suo tempo libero in studi classici, storici, metafisici, economici e politici e imparando il tedesco, il francese e l'italiano. Guidato dal puritanesimo materno e dal disprezzo per gli studi accademici paterno, conobbe altri amici, tra cui Charles Hay Cameron, che rafforzò il suo amore per la filosofia. Attraverso un altro amico, George W. Norman, conobbe Harriet Lewin (1792-1878), che sarebbe diventata sua moglie il 5 marzo 1820.
Nel frattempo, George Grote aveva deciso la sua vocazione filosofica e politica. Nel 1817, andò sotto l'influenza di David Ricardo, e, tramite quest'ultimo, sotto quella di James Mill e Jeremy Bentham. Grote comprò nel 1820 una casa vicino alla banca, in cui morì il suo unico figlio una settimana dopo la nascita. Durante la convalescenza di Grote ad Hampstead, egli scrisse il suo primo lavoro pubblicato, Statement of the Question of Parliamentary Reform (1821), in risposta all'articolo di Sir James Mackintosh, comparso nella rivista Edinburgh Review, difèndendo la rappresentazione popolare, il voto per scrutinio ed il parlamento breve. Nel 1822 pubblicò sul Morning Chronicle una lettera contro gli attacchi di George Canning su John Russell, e modificò, o piuttosto riscrisse, alcuni articoli di Bentham, che pubblicò con il titolo Analysis of the Influence of Natural Religion on the Temporal Happiness of Mankind by Philip Beauchamp. Il libro fu pubblicato a nome di Richard Carlile, allora in prigione a Dorchester. Anche se Grote non era membro della Utilitarian Society di John Stuart Mill, il libro ebbe un grande interesse nella società per la lettura e la discussione,
Grote dichiarò di aver iniziato a preparare l'opera History of Greece nel 1823, ma il lavoro era già in preparazione nel 1822. Nel 1826, Grote pubblicò sulla rivista Westminster Review una critica sulla History of Greece di William Mitford, fatto che mostra che le sue idee erano già in ordine.

## Opere
Plato and the Other Companions of Sokrates, 3 voll., London, John Murray, 1865.